# Werner von Mirbach (Generalleutnant)
Werner von Mirbach (* 1713 auf Pussen in Kurland; † 18. März 1797 in Melsungen) war ein Hessen-Kasseler Generalleutnant und Kommandant von Ziegenhain.

## Leben

### Herkunft
Werner entstammte der pommerschen Linie der Familie Mirbach. Er war der Sohn des Hauptmanns Emmerich Johann II. von Mirbach († 1720) und dessen Ehefrau Margarethe Elisabeth, geborene von Behr aus dem Hause Popen.

### Militärkarriere
Mirbach trat 1741 in das Infanterieregiment „Korff“ der Hessen-kasselschen Armee ein und avancierte im selben Jahr zum Leutnant. Mit Korffs Nachfolger de Clement war er während des Feldzuges von 1742 in Bayern. Er wurde 1759 während des Siebenjährigen Krieges Major und kommandierte in der Schlacht bei Bergen ein Bataillon aus hessischen und Braunschweiger Grenadieren. Im gleichen Jahr wurde er Oberstleutnant im Infanterieregiment Nr. 11 und Kommandeur des nach ihm benannten Grenadierbataillons. Im Jahr 1761 wurde Mirbach Oberst und 1770 Chef des Infanterieregiments „Prinz Anhalt“ in Melsungen. In dieser Eigenschaft erhielt er am 5. Juni 1770 den Orden Pour la vertu militaire und stieg Jahre später stieg zum Generalmajor auf.
1776 kam das Regiment in englischen Sold und ging über Bremerlehe nach Amerika, um am Unabhängigkeitskrieg teilzunehmen. Mirbach wurde Brigadekommandeur und nahm an den Schlachten von Long Island und bei Red Banks teil. 1777 erkrankte er in New York und wurde 1779 zurückgeschickt. Im gleichen Jahr erfolgte seine Beförderung zum Generalleutnant und er erhielt 1780 das Garnisonsregiment „von Huyn“. Mirbach bat 1780 um seine Entlassung, wurde jedoch stattdessen Kommandant von Ziegenhain, wohnte aber in Melsungen.
Er starb unverheiratet am 18. März 1797 in Melsungen.